# Sedum oligospermum
Sedum oligospermum är en fetbladsväxtart som beskrevs av René Charles Maire. Sedum oligospermum ingår i Fetknoppssläktet som ingår i familjen fetbladsväxter. Utöver nominatformen finns också underarten S. o. emarginatum.